# Bagoas (statsman)
Bagoas, ibland kallad den äldre för att inte förväxlas med Alexanders gunstling med samma namn, var en persisk eunuck, vesir och general.
Bagoas var övereunuck under Artaxerxes III, som förlitade sig mycket på honom och gav honom stort ansvar vid sitt hov. Tillsammans med Mentor från Rhodos ledde han en här bestående av persiska trupper och grekiska legosoldater för att återta Egypten år 343 f.Kr. Efter att ha intagit staden Bubastis togs han till fånga av de grekiska legosoldaterna, men räddades av Mentor (även om vissa källor påstår att det var denne som sporrade dem till tillfångatagandet). Han skickades senare av Artaxerxes för att hålla ordning bland satraperna, vilket gav honom fullmakt i mitten av riket, medan Mentor styrde de västra provinserna. Då han fruktade Artaxerxes vrede förgiftade han år 338 f.Kr honom och alla hans söner utom Arses, den yngsta, som därpå gjordes till konung. Dock mördade Bagoas den nya perserkungen och hans familj sommaren 336 f.Kr. Han erbjöd sedan kronan till Dareios III Kodomannos, som var barnbarnsbarn till Dareios II men inte tillhörde kungaättens huvudlinje. Bagoas upptäcktes med ett försök att förgifta även honom och tvingades dricka giftet själv.